# Abertura
Abertura és un municipi de la província de Càceres, a la comunitat autònoma d'Extremadura (Espanya).

## Geografia
El terme municipal és generalment pla, amb una altura compresa entre els 380 i els 430 metres, sent el turó d'Esparragosa la cota més alta. Els principals cursos d'aigua són els rius Búrdalo i Alcollarín.

## Demografia
Abertura ha tingut la següent evolució demogràfica des de 1900: